# John Byrne (Fußballspieler)
John Frederick Byrne (* 1. Februar 1961 in Manchester) ist ein in England geborener, ehemaliger irischer Fußballspieler. Als Stürmer war er vor allem in der zweiten Hälfte der 1980er-Jahre bekannt für seine Zeit beim damaligen Erstligisten Queens Park Rangers und danach in Frankreich bei Le Havre AC. Er war dazu Teil des irischen Kaders bei der Euro 1988 in Deutschland und der WM-Endrunde 1990 in Italien. Für die irische Nationalmannschaft absolvierte er zwischen 1985 und 1993 insgesamt 23 A-Länderspiele.

## Sportlicher Werdegang

### Von York nach Le Havre
Byrne begann seine Profilaufbahn im Januar 1979 beim Viertligisten York City und war dort bereits in der Saison 1980/81 Stammspieler mit 38 von 46 möglichen Ligaeinsätzen. Nach insgesamt 26 Ligatoren bis zum Ende der Spielzeit 1982/83 machte er in der Saison 1983/84 als Torjäger auf sich aufmerksam. Er steuerte 27 Tore zur Viertligameisterschaft von York City bei, stieg mit der Mannschaft in die dritte Liga auf und wurde im Anschluss in das „Viertligateam der Saison“ (PFA Team of the Year) gewählt. Danach überzeugte er im Ligapokal gegen den Erstligisten Queens Park Rangers derart, dass er bereits im Oktober 1984 bei „QPR“ für eine Ablösesumme von 175.000 Pfund anheuerte.
Sein Debüt für die Queens Park Rangers ging gegen Norwich City zwar mit 0:2 verloren, aber als dribbelstarker Techniker eroberte er sich im Team von Alan Mullery (später unter Frank Sibley und danach Jim Smith) schnell die Sympathien des eigenen Anhangs. Auffällig war er auch aufgrund seines Aussehens mit den hellblonden Haaren, die er als Vokuhila zu tragen pflegte. Sportlich fiel er besonders im Jahr 1986 mit einem Alleingang über die Hälfte des Spielfelds mit anschließendem Torerfolg beim 6:0-Kantersieg gegen den FC Chelsea auf. Kurze Zeit später stand er in der Startelf beim Finale im Ligapokal, in dem er jedoch deutlich mit 0:3 an Oxford United scheiterte. Nach einer durchwachsenen Saison 1987/88, in der Byrne gerade einmal vier Ligatore schoss und mit Les Ferdinand ein neues hoffnungsvolles Talent in die Mannschaft vordrang, akzeptierte die Vereinsführung von QPR im Mai 1988 eine Offerte des französischen Zweitligisten Le Havre AC. Der Kontakt war bei Freundschaftsspielen der beiden Klubs gegeneinander zustande gekommen. In der französischen Küstenstadt traf er auf seinen irischen Nationalmannschaftskameraden Frank Stapleton.
Kurz nach seiner Ankunft in Frankreich brach er sich in seinem zweiten Spiel das Bein, konnte sich aber in der zweiten Hälfte der Saison 1988/89 wieder in einer guten Form präsentieren. Das ausgerufene Ziel, zurück in die französische Spielklasse aufzusteigen, wurde jedoch verpasst, nachdem zwar die Playoff-Spiele erreicht worden waren, dort aber nach einer Niederlage gegen Brest Armorique Endstation war. Auch in seinem zweiten und letzten Jahr misslang der anvisierte Wiederaufstieg auf dem fünften Abschlusstabellenrang und so zog es ihn im September 1990 zurück nach England, wo er fortan für den Zweitligisten Brighton & Hove Albion auf Torejagd gehen sollte. In den zwei Jahren in der zweiten französischen Liga hatte Byrne 16 Tore in 49 Spielen geschossen.

### Karriere in den 1990ern
Bei Brighton steuerte Byrne in seiner ersten Saison 1990/91 neun Ligatore in 38 Partien bei und zog in die Playoff-Spiele ein, wo er im Finale mit 1:3 Notts County unterlag. Im Oktober 1991 ging es für ihn weiter zum Erstligaabsteiger AFC Sunderland. Dort hatte er ein Auf-und-ab zu durchlaufen, denn während er in der Meisterschaft im unteren Tabellendrittel landete, zog er im FA Cup ins Finale ein, in dem er dann mit 0:2 dem FC Liverpool unterlag. In seinen letzten vier Profijahren bis 1996 ließ er die aktive Laufbahn beim FC Millwall, Brighton & Hove Albion sowie Oxford United ausklingen. Seine letzte Saison 1995/96 war zunehmend geplagt von Ischiasproblemen und „Budgie“ konnte nur selten seine Topform abrufen, so dass er nach seiner Freistellung im Sommer 1996 dem Profifußball den Rücken kehrte. Letzte Stationen im Amateurbereich waren letztlich der FC Shoreham, Steyning Town und der FC Whitehawk, bevor er sich vollständig seinem neuen Beruf als medizinischer Fußpfleger für den National Health Service in Sussex widmete.

### Irische Nationalmannschaft
Byrne wurde zwar in Manchester geboren, war aber aufgrund der irischen Herkunft seines Vaters spielberechtigt für die irische Nationalmannschaft. Erstmals wurde er von dem damaligen Trainer Eoin Hand berufen und er debütierte am 5. Februar 1985 bei einer 1:2-Freundschaftsspielniederlage gegen Italien. Er bestritt bis Februar 1993 insgesamt 23 A-Länderspiele für Irland und schoss vier Tore. Er war dazu Teil des irischen Kaders bei der Euro 1988 in Deutschland und der WM-Endrunde 1990 in Italien, kam dort aber jeweils nicht zum Einsatz. Sein wohl bestes Spiel absolvierte er am 13. November 1991 mit zwei Toren zum 3:1-Auswärtssieg in der Türkei. Sein letzter Auftritt fand am 17. Februar 1993 bei einem 2:1-Sieg gegen Wales statt, wobei auch sein Mannschaftskamerad Bernie Slaven das letzte A-Länderspiel bestritt.

## Titel/Auszeichnungen
- PFA Team of the Year (1): 1983/84 (4. Liga)